# Laytown–Bettystown–Mornington–Donacarney
Laytown–Bettystown–Mornington–Donacarney (irisch An Inse–Baile an Bhiataigh–Baile Uí Mhornáin–Domhnach Cairnigh; auch: East Meath) ist ein urbanes Gebiet und Town im County Meath, Irland, südlich des Ästuars des Boyne und etwa 5 Kilometer ostsüdöstlich von Drogheda an der Küste zur Irischen See liegt.
Das Gebiet von Laytown–Bettystown–Mornington–Donacarney besteht aus den Siedlungen
- Laytown,
- Bettystown,
- Mornington/Mornington East und seit 2016
- Donacarney.

Es handelt sich um ein Gebiet, das lediglich aus statistischen Gründen geschaffen wurde.